# Шевченко, Алексей Анатольевич
Шевченко Алексей Анатольевич (21 февраля 1950, Ленинград, СССР) — детский писатель, поэт, прозаик, педагог, актёр.

## Биография
Родился в Ленинграде 21 февраля 1950 года.
Лауреат:
- Международной премии имени Николая Рериха (2011)[3],
- Всероссийской премии имени С. Я. Маршака (2006),
- Международного конкурса имени Д. С. Лихачева «Созвездие талантов» (2014).

В 2015 году признан лучшим педагогом дополнительного образования Санкт-Петербурга.
В 2016 году Международным советом по детской и юношеской литературе (iBbY) книга Алексея Шевченко «В гостях у клевера» номинирована на почётный диплом организации от России как лучшая книга для детей на русском языке. В августе 2016 года автор стал обладателем этого диплома.
Член Союза писателей СССР с 1990 года, в дальнейшем член Союза писателей Санкт-Петербурга. Автор более ста книг для детей и взрослых.
В настоящее время преподает в литературном клубе «Дерзание» Государственного бюджетного нетипового образовательного учреждения (ГБНОУ) дополнительного образования СПБГДТЮ.